# Fénay
Fénay là một xã ở tỉnh Côte-d'Or trong vùng Bourgogne-Franche-Comté, phía đông nước Pháp. Xã Fénay nằm ở khu vực có độ cao từ 210-243 mét trên mực nước biển.